# Epiblema acceptana
Epiblema acceptana es una especie de polilla del género Epiblema, familia Tortricidae.
Fue descrita científicamente por Snellen en 1883.

## Distribución
Se encuentra en China (Heilongjiang) y el Extremo Oriente ruso (Amur).